# Wybory parlamentarne w Polsce

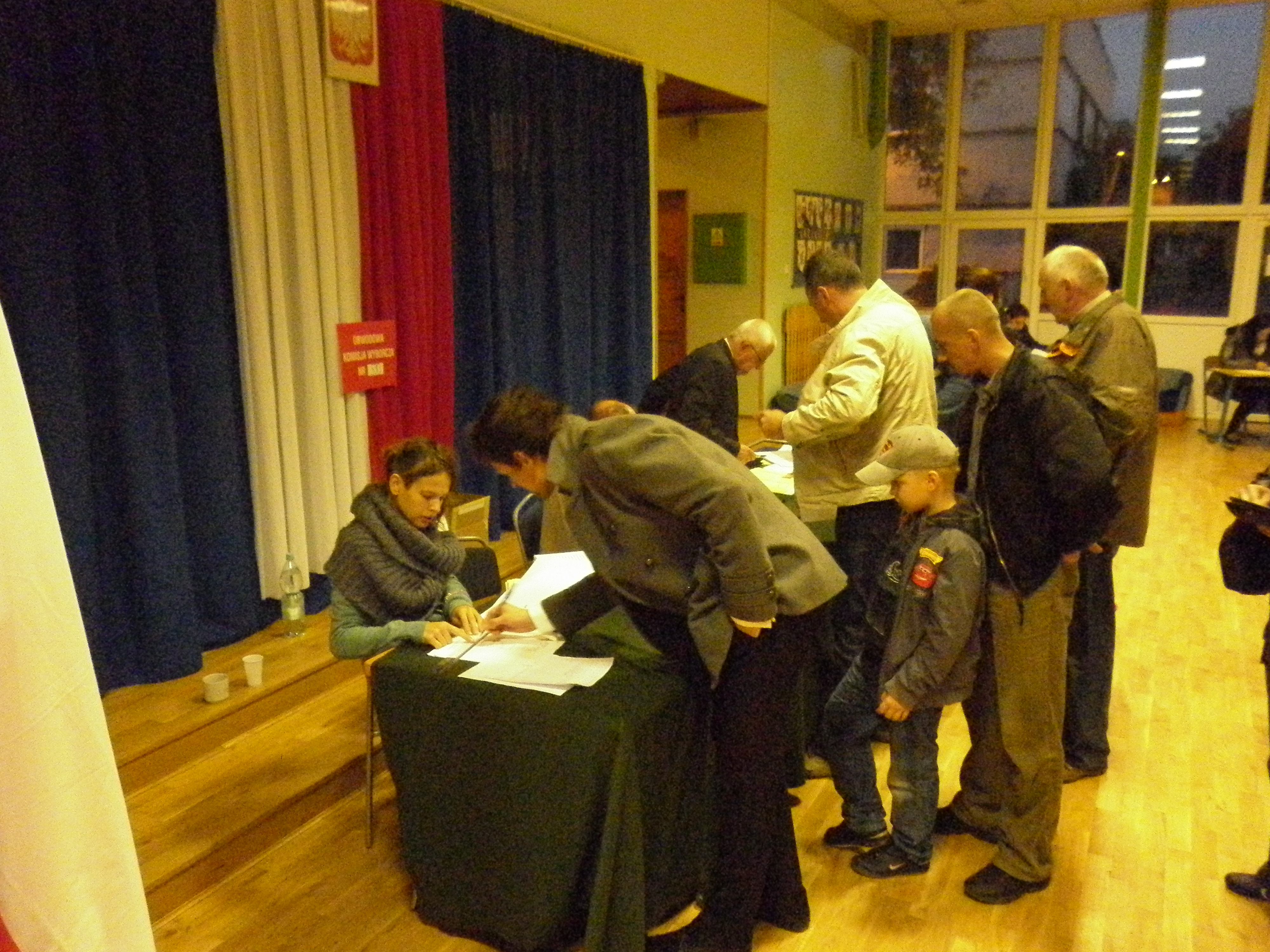
Wybory parlamentarne w Polsce (2011)

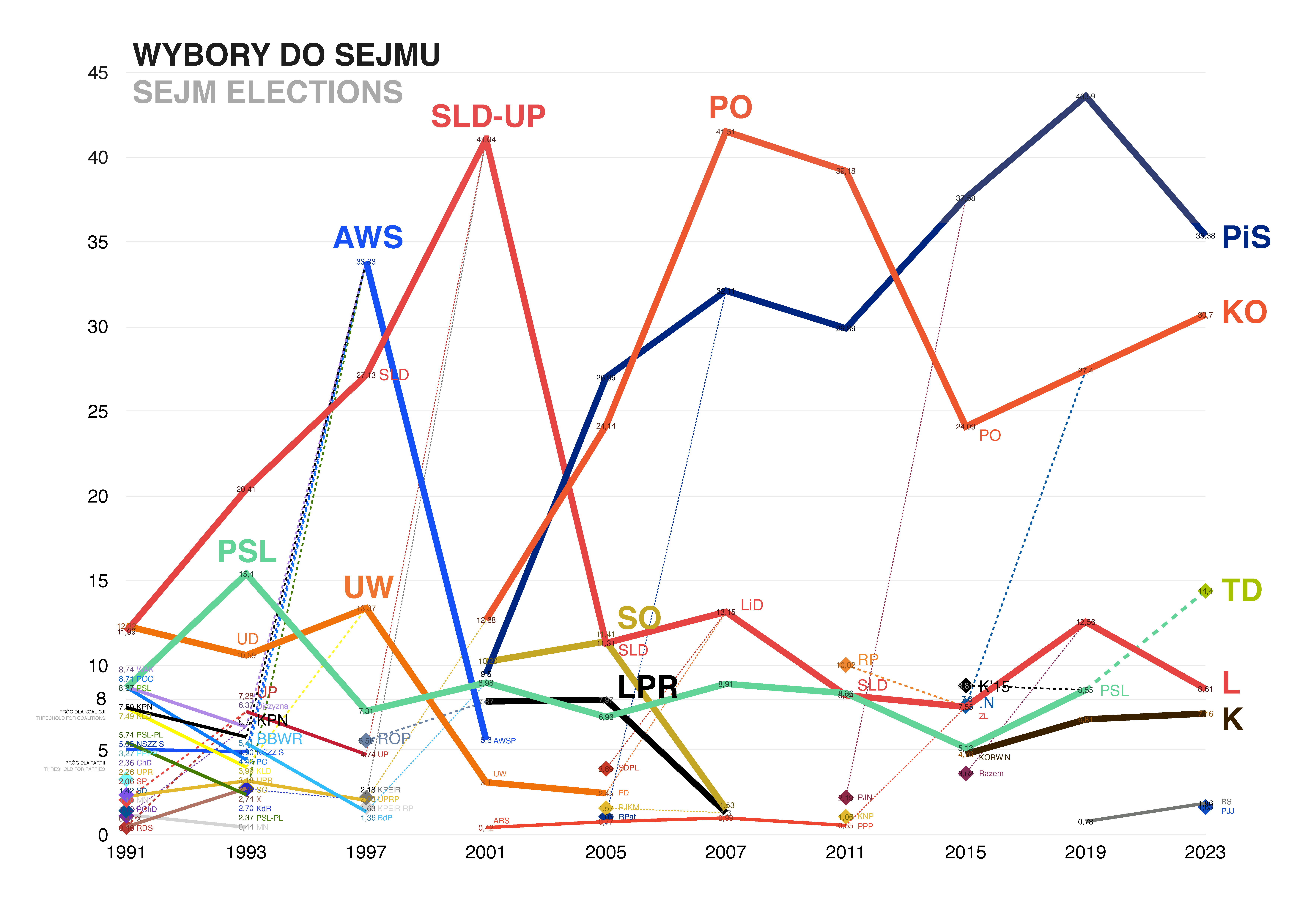
Procentowe wyniki wyborów do Sejmu, 1991–2023

Wybory parlamentarne w Polsce – wybory, w trakcie których obywatele Polski w drodze głosowania wybierają swych przedstawicieli (460 posłów oraz 100 senatorów) do dwuizbowego parlamentu (Sejmu i Senatu). Sposób zarządzania i przeprowadzania wyborów oraz przeliczania głosów na mandaty parlamentarne określają przepisy Konstytucji Rzeczypospolitej Polskiej oraz ustawy z dnia 5 stycznia 2011 r. – Kodeks wyborczy (w szczególności działów III i IV).

## Podstawowe informacje
Zgodnie z Konstytucją Rzeczypospolitej Polskiej, wybory te odbywają się co cztery lata, chyba że zostaną zarządzone wybory przedterminowe (w szczególnych przypadkach, kiedy kadencja Sejmu zostanie skrócona uchwałą Sejmu lub postanowieniem Prezydenta RP) albo zostanie przedłużona w razie wprowadzenia stanu nadzwyczajnego. Wybory do Sejmu i Senatu zarządza Prezydent, w drodze postanowienia:
- nie później niż na 90 dni przed upływem 4 lat od rozpoczęcia kadencji Sejmu i Senatu[6], wyznaczając wybory na dzień wolny od pracy, przypadający w ciągu 30 dni przed upływem 4 lat od rozpoczęcia kadencji Sejmu i Senatu[7],
- w razie skrócenia kadencji Sejmu – na dzień wolny od pracy[8], przypadający nie później niż w ciągu 45 dni, odpowiednio od:
  - dnia wejścia w życie uchwały o skróceniu kadencji[9]
  - dnia ogłoszenia postanowienia prezydenta o skróceniu kadencji[10].

Postanowienie w przedmiocie skrócenia kadencji Sejmu lub zarządzenia wyborów należy do grupy aktów urzędowych prezydenta niewymagających kontrasygnaty. Postanowienie o zarządzeniu wyborów podawane jest do publicznej wiadomości w Biuletynie Informacji Publicznej i publikowane w Dzienniku Ustaw. Z dniem ogłoszenia postanowienia o zarządzeniu wyborów, rozpoczyna się okres kampanii wyborczej. Ponieważ kadencja Senatu rozpoczyna się i kończy razem z kadencją Sejmu, a skrócenie kadencji Sejmu oznacza, w każdym wypadku, również skrócenie kadencji Senatu – wybory do Sejmu zawsze odbywają się razem z wyborami do Senatu.
Wybory parlamentarne w Polsce przeprowadzają: Państwowa Komisja Wyborcza, okręgowe komisje wyborcze oraz obwodowe komisje wyborcze.
Konstytucja Rzeczypospolitej wymaga, aby wybory do Sejmu były pięcioprzymiotnikowe (powszechne, równe, bezpośrednie, proporcjonalne i przeprowadzane w głosowaniu tajnym), zaś wybory do Senatu trójprzymiotnikowe (powszechne, bezpośrednie i przeprowadzane w głosowaniu tajnym).
Czynne prawo wyborcze w wyborach parlamentarnych, przysługuje wszystkim obywatelkom i obywatelom polskim, którzy najpóźniej w dniu głosowania ukończyli 18 lat, z wyjątkiem:
- pozbawionych praw publicznych prawomocnym orzeczeniem sądu
- pozbawionych praw wyborczych prawomocnym orzeczeniem Trybunału Stanu
- ubezwłasnowolnionych prawomocnym orzeczeniem sądu[19].

Bierne prawo wyborcze, przysługuje każdej osobie posiadającej prawo czynne, która ukończyła lub najpóźniej w dniu głosowania ukończy:
- 21 lat – w wyborach do Sejmu[20]
- 30 lat – w wyborach do Senatu[21]

oraz:
- nie została prawomocnie skazana, na karę pozbawienia wolności za przestępstwo umyślne, ścigane z oskarżenia publicznego lub umyślne przestępstwo skarbowe[22]
- nie zostało wobec niej wydane prawomocne orzeczenie sądu w postępowaniu lustracyjnym, stwierdzające utratę prawa wybieralności[23][24].

Prawo zgłaszania kandydatów przysługuje: komitetom wyborczym partii politycznych (KW), koalicyjnym komitetom wyborczym (KKW) i komitetom wyborczym wyborców (KWW). W wyborach do Sejmu okręgowa komisja wyborcza rejestruje listę okręgową (która została poparta podpisami, co najmniej 5000 wyborców stale zamieszkałych na terenie okręgu). Ilość kandydatów do Sejmu na liście okręgowej musi być co najmniej równa liczbie posłów wybieranych w okręgu i nie większa od dwukrotności tej liczby. Co najmniej 35% kandydatów na liście muszą stanowić kobiety, zaś co najmniej 35% mężczyźni. Komitet wyborczy, który zarejestrował listy w przynajmniej połowie okręgów wyborczych – może zarejestrować listy w pozostałych okręgach, bez poparcia zgłoszenia podpisami wyborców. W wyborach do Senatu, komitet może zgłosić w okręgu wyborczym tylko jednego kandydata. Zgłoszenie musi być poparte podpisami, co najmniej 2000 wyborców stale zamieszkałych na terenie danego okręgu.
Głosowanie w wyborach parlamentarnych odbywa się w dniu wyznaczonym przez Prezydenta Rzeczypospolitej w postanowieniu o zarządzeniu wyborów, w godzinach od 7.00 do 21.00, bez przerwy na terenie całego kraju. Głosowanie w obwodach utworzonych za granicą lub na statkach morskich, przeprowadzane jest w tym samym dniu i tych samych godzinach czasu miejscowego, z tym że gdyby głosowanie miało się zakończyć następnego dnia (według czasu obowiązującego w Polsce), głosowanie odbywa się dzień wcześniej. Obwody utworzone za granicą oraz na statkach, wchodzą w skład okręgów wyborczych właściwych dla dzielnicy Śródmieście m. st. Warszawy.
Dopuszczalne jest głosowanie poza miejscem zamieszkania, w tym również za granicą oraz dla niektórych wyborców – także głosowanie: korespondencyjne, z użyciem nakładek na karty do głosowania sporządzonych w alfabecie Braille’a, z pomocą innej osoby lub przez pełnomocnika.
Państwowa Komisja Wyborcza podaje do publicznej wiadomości wyniki wyborów i ogłasza je w Dzienniku Ustaw, w formie obwieszczenia. Ważność wyborów do Sejmu i Senatu stwierdza Sąd Najwyższy. Frekwencja wyborcza nie wpływa na ważność wyborów.
Szczególnym rodzajem wyborów parlamentarnych przeprowadzanych w Polsce, są wybory uzupełniające do Senatu Rzeczypospolitej Polskiej.

## Wybory do Sejmu

### Sejmy II Rzeczypospolitej
| Kadencja | Data zarządzenia | Data głosowania | Liczba mandatów obsadzanych w wyborach | Charakterystyka systemu wyborczego. Uwagi. | Wyniki |
| -------- | ---------------- | --------------- | -------------------------------------- | --- | ------ |
| ––       | 28.11.1918       | 26.01.1919      | 513 291                                | Na podstawie dekretu z 28.11.1918 r. o ordynacji wyborczej do Sejmu Ustawodawczego. Wybory proporcjonalne w 70 okręgach wyborczych (3-16 mandatowych). Głosowanie na listy zamknięte. Mandaty rozdzielane w okręgach pomiędzy zgłoszone listy metodą D’Hondta i obsadzane kandydatami na podstawie kolejności umieszczenia ich nazwisk na liście. Brak ustawowego progu wyborczego. Z planowanych 513 posłów, 26 stycznia 1919 wybrano jedynie 291, na części terytorium kraju. Następnie przeprowadzano wybory w innych terminach. Szerzej: Wybory parlamentarne w Polsce w 1919 roku | [ 41 ] |
| I        | 18.08.1922       | 5.11.1922       | 444                                    | Na podstawie ustawy z dnia 28.07.1922 r. – Ordynacja wyborczej do Sejmu. Wybory proporcjonalne: - 372 posłów wybieranych z list okręgowych, w 64 okręgach wyborczych (4-14 mandatowych). Głosowanie na listy zamknięte. Brak ustawowego progu wyborczego. Mandaty rozdzielane w okręgach pomiędzy zgłoszone listy metodą D’Hondta i obsadzane kandydatami na podstawie kolejności umieszczenia ich nazwisk na danej liście okręgowej. - 72 posłów wybieranych z list państwowych. Mandaty rozdzielane metodą D’Hondta, pomiędzy listy które uzyskały mandaty w co najmniej 6 okręgach. Mandaty obsadzane kandydatami na podstawie kolejności umieszczenia ich nazwisk na danej liście państwowej. W przypadku wyboru tej samej osoby z więcej niż jednej listy okręgowej lub z listy okręgowej i listy państwowej – wybrany kandydat decydował, który mandat chce przyjąć. | [ 45 ] |
| II       | 3.12.1927        | 4.03.1928       | 444                                    | Tak jak w wyborach 1922 roku. | [ 47 ] |
| III      | 30.08.1930       | 16.11.1930      | 444                                    | Tak jak w wyborach 1922 roku. | [ 50 ] |
| IV       | 15.07.1935       | 8.09.1935       | 208                                    | Na podstawie ustawy z dnia 8 lipca 1935 r. – Ordynacja wyborcza do Sejmu. Wybory większościowe. Posłowie wybierani w 104 okręgach dwumandatowych, spośród kandydatów ustalonych przez zgromadzenia okręgowe. Wybór następował zwykłą większością głosów – mandaty uzyskiwali 2 kandydaci, którzy otrzymali największą liczbę, lecz co najmniej 10 000 głosów. Wyborca mógł oddać głos na 1 lub 2 kandydatów. Złożenie czystej karty, było równoznaczne z głosem na kandydatów umieszczonych na pierwszym i drugim miejscu na liście okręgowej. | [ 54 ] |
| V        | 13.09.1938       | 6.11.1938       | 208                                    | Tak jak w wyborach 1935 roku. | [ 57 ] |

### Sejm Ustawodawczyi Sejmy Polskiej Rzeczypospolitej Ludowej
| Kadencja | Data zarządzenia      | Data głosowania       | Liczba mandatów obsadzanych w wyborach | Charakterystyka systemu wyborczego. Uwagi. | Wyniki          |
| -------- | --------------------- | --------------------- | -------------------------------------- | --- | --------------- |
| ––       | 12.11.1946            | 19.01.1947            | 444                                    | Na podstawie ustawy z dnia 22 września 1946 r. – Ordynacja wyborcza do Sejmu Ustawodawczego. Wybory proporcjonalne: - 372 posłów wybieranych z list okręgowych, w 52 okręgach wyborczych (3-12 mandatowych). Głosowanie na listy zamknięte. Brak ustawowego progu wyborczego. Mandaty rozdzielane w okręgach metodą D’Hondta pomiędzy zgłoszone listy i obsadzane kandydatami na podstawie kolejności umieszczenia ich nazwisk na danej liście okręgowej. - 72 posłów wybieranych z list państwowych. Mandaty rozdzielane metodą D’Hondta, pomiędzy listy które uzyskały mandaty w co najmniej 6 okręgach. Mandaty obsadzane kandydatami na podstawie kolejności umieszczenia ich nazwisk na danej liście państwowej. W przypadku wyboru tej samej osoby z więcej niż jednej listy okręgowej lub z listy okręgowej i listy państwowej – wybrany kandydat decydował, który mandat chce przyjąć. | [ 61 ]          |
| I        | 5.08.1952             | 26.10.1952            | 425                                    | Na podstawie ustawy z dnia 1 sierpnia 1952 r. – Ordynacja wyborcza do Sejmu Polskiej Rzeczypospolitej Ludowej. Wybory większościowe w 67 okręgach wyborczych (4-15 mandatowych). Kandydaci mogli być zgłaszani wyłącznie przez organizacje polityczne, zawodowe, spółdzielcze, ZSCh, ZMP i inne „masowe organizacje społeczne ludu pracującego”. Ordynacja dopuszczała rejestrację więcej niż jednej listy w okręgu wyborczym. Liczba kandydatów nie mogła przekraczać liczby mandatów w okręgu wyborczym. Oprócz kandydatów na posłów, można było zgłosić też zastępców kandydatów – w liczbie nieprzekraczającej połowy liczby mandatów w okręgu. Wyborcy mogli skreślać kandydatów z listy. Głos był uważany za oddany na wszystkich kandydatów nieskreślonych przez wyborcę. Wybór następował bezwzględną większością ważnych głosów, przy frekwencji przekraczającej 50% w okręgu. Jeżeli żaden z kandydatów w okręgu, ani z zastępów kandydatów nie uzyskał bezwzględnej większości ważnych głosów lub w głosowaniu wzięła udział mniej niż połowa uprawnionych – wybory w tym okręgu miały zostać powtórzone. | [ 67 ]          |
| ––       | 24.09.1956            | 16.12.1956            | 459                                    | Planowane wybory na podstawie Ordynacji wyborczej z 1952 r. Zostały odwołane, ze względu na uchwalenie przez Sejm nowej Ordynacji wyborczej (24.10.1956). | ––              |
| II       | 26.10.1956 1.02.1957  | 20.01.1957 17.03.1957 | 459                                    | Na podstawie ustawy z dnia 24 października 1956 r. Ordynacja wyborcza do Sejmu Polskiej Rzeczypospolitej Ludowej. Wybory większościowe w 116 okręgach wyborczych (3-7 mandatowych). Kandydaci mogli być zgłaszani wyłącznie przez organizacje polityczne, zawodowe, spółdzielcze, ZSCh, ZMP i inne „masowe organizacje społeczne ludu pracującego”. Liczba kandydatów musiała przekraczać liczbę mandatów w okręgu wyborczym i nie mogła przekraczać tej liczby zwiększonej o 2/3. Ordynacja dopuszczała rejestrację więcej niż jednej listy w okręgu wyborczym. Wyborcy mogli skreślać kandydatów z listy. Głos był uważany za oddany na wszystkich kandydatów nieskreślonych przez wyborcę. Jeżeli liczba nieskreślonych przez wyborcę kandydatów przekraczała liczbę posłów wybieranych w okręgu, to głos był uznawany za oddany na kandydatów, których nazwiska były umieszczone na liście w pierwszej kolejności. Wybrani zostawali kandydaci, którzy otrzymali największą ilość głosów, jednocześnie uzyskując bezwzględną większość ważnych głosów, przy frekwencji przekraczającej 50% w okręgu. Jeżeli liczba kandydatów, którzy uzyskali bezwzględną większość ważnych głosów była niższa od liczby mandatów przeznaczonych dla okręgu lub w głosowaniu wzięła udział mniej niż połowa uprawnionych – wybory w tym okręgu miały zostać powtórzone. | [ 75 ] [ 76 ]   |
| III      | 29.12.1960            | 16.04.1961            | 460                                    | Posłów wybierano w 80 okręgach wyborczych (4-7 mandatowych). Poza tym, tak jak w wyborach 1957 roku. | [ 80 ]          |
| IV       | 26.02.1965            | 30.05.1965            | 460                                    | Posłów wybierano w 80 okręgach wyborczych (3-8 mandatowych). Poza tym, tak jak w wyborach 1957 roku. | [ 83 ]          |
| V        | 14.03.1969            | 1.06.1969             | 460                                    | Tak jak w wyborach 1965 roku. | [ 85 ]          |
| VI       | 12.01.1972            | 19.03.1972            | 460                                    | Tak jak w wyborach 1965 roku | [ 87 ]          |
| VII      | 17.01.1976            | 21.03.1976            | 460                                    | Na podstawie ustawy z dnia 17 stycznia 1976 r. Ordynacja wyborcza do Sejmu Polskiej Rzeczypospolitej Ludowej i rad narodowych. Wybory większościowe w 71 okręgach wyborczych (3-10 mandatowych). Listy okręgowe ustalały komitety stopnia wojewódzkiego Frontu Jedności Narodu. Liczba kandydatów na liście powinna przekraczać liczbę mandatów obsadzanych w okręgu, lecz nie więcej niż o połowę. Wyborcy mogli skreślać kandydatów z listy. Głos był uważany za oddany na wszystkich kandydatów nieskreślonych przez wyborcę. Jeżeli liczba nieskreślonych przez wyborcę kandydatów przekraczała liczbę posłów wybieranych w okręgu, to głos był uznawany za oddany na kandydatów, których nazwiska były umieszczone na liście w pierwszej kolejności. Wybrani zostawali kandydaci, którzy otrzymali największą ilość głosów, jednocześnie uzyskując bezwzględną większość ważnych głosów, przy frekwencji przekraczającej 50% w okręgu. Jeżeli liczba kandydatów, którzy uzyskali bezwzględną większość ważnych głosów była niższa od liczby mandatów przeznaczonych dla okręgu lub w głosowaniu wzięła udział mniej niż połowa uprawnionych – wybory w tym okręgu miały zostać powtórzone. | [ 92 ]          |
| VIII     | 17.01.1980            | 23.03.1980            | 460                                    | Posłów wybierano w 72 okręgach wyborczych (3-10 mandatowych). Poza tym, tak jak w wyborach 1976 roku. | [ 95 ]          |
| IX       | 10.06.1985            | 13.10.1985            | 460                                    | Na podstawie ustawy z dnia 29 maja 1985 r. Ordynacja wyborcza do Sejmu Polskiej Rzeczypospolitej Ludowej. Wybory większościowe: - 410 posłów wybieranych w 74 okręgach wyborczych (3-8 mandatowych). Odrębne głosowanie na każdy mandat. Kandydatów (po 2 kandydatów na każdy mandat) wyłaniały wojewódzkie konwenty wyborcze, spośród kandydatów zaproponowanych przez wojewódzkie władze PZPR, ZSL, SD, PAX, ChSS, PZKS, PRON oraz związków zawodowych, społeczno-zawodowych organizacji rolników, socjalistycznych związków młodzieży, organizacji kombatanckich i kobiecych, jak również innych organizacji społecznych o zasięgu ogólnokrajowym. Wyborcy mogli skreślać kandydatów. Brak skreślenia oznaczał głos na tego kandydata, którego nazwisko było umieszczono w pierwszej kolejności. Głos przeciwko obu kandydatom był ważny. Wybrani zostali kandydaci, którzy uzyskali bezwzględną większość głosów ważnych spośród głosów oddanych na dany mandat, zaś frekwencja w okręgu wyborczym wyniosłą co najmniej 50%. W przypadku niższej frekwencji lub gdy żaden z kandydatów nie uzyskał bezwzględnej większości – przeprowadzano w tym okręgu ponowne wybory. - 50 posłów wybieranych z krajowej listy wyborczej. Liczba kandydatów równa liczbie mandatów. Skład listy ustalany przez Krajowy Konwent Wyborczy, spośród kandydatów zgłoszonych przez Radę Krajową PRON. Wyborcy mogli skreślać kandydatów. Brak skreśleń na liście oznaczał głos na wszystkich kandydatów. Głos przeciwko wszystkim kandydatom był ważny. Wybrani zostali kandydaci, którzy uzyskali bezwzględną większość głosów ważnych spośród głosów oddanych na krajową listę wyborczą, jeżeli frekwencja w skali kraju wyniosła co najmniej 50%. W przypadku niższej frekwencji, miały zostać przeprowadzone ponowne wybory.                        | [ 102 ]         |
| X        | 13.04.1989 12.06.1989 | 4.06.1989 18.06.1989  | 460                                    | Na podstawie ustawy z dnia 7 kwietnia 1989 r. Ordynacja wyborcza do Sejmu Polskiej Rzeczypospolitej Ludowej X kadencji, na lata 1989–1993. Wybory większościowe: - 425 posłów wybieranych w 108 okręgach (2-5 mandatowych), bez ograniczeń liczby kandydatów. Odrębne głosowanie na każdy mandat. W tym: - 264 mandaty przeznaczone dla kandydatów, będących członkami: PZPR, ZSL, SD, Stowarzyszenia „PAX”, UChS oraz PZKS - 161 mandatów przeznaczonych dla kandydatów bezpartyjnych. Wybór bezwzględną większością ważnie oddanych głosów ma dany mandat. Wyborcy mogli skreślać kandydatów. Głos przeciwko wszystkim kandydatom był ważny, zaś głos na więcej niż jednego kandydata był nieważny. W przypadku, gdy żaden z kandydatów w obrębie mandatu nie uzyskał wymaganej większości – w danym okręgu przeprowadzano ponowne głosowanie. Do ponownego głosowania zostawali dopuszczeni 2 kandydaci, którzy uzyskali największą liczbę głosów. W tym głosowaniu wybór następował zwykłą większością głosów. - 35 posłów wybieranych z krajowej listy wyborczej. Prawo zgłoszenia kandydatów przysługiwało porozumieniu naczelnych władz: PZPR, ZSL, SD, Stowarzyszenia „PAX”, UChS, PZKS oraz PRON. Liczba kandydatów była równa liczbie mandatów obsadzanych z tej listy. Wyborcy mogli skreślać kandydatów. Brak skreśleń na liście oznaczał głos na wszystkich kandydatów. Głos przeciwko wszystkim kandydatom był ważny. Wybrani zostali kandydaci, którzy uzyskali bezwzględną większość głosów ważnych spośród głosów oddanych na krajową listę wyborczą. Przed ponownym głosowaniem nastąpiła nowelizacja ordynacji wyborczej. Do okręgów wyborczych dodano 33 mandaty przeznaczone dla kandydatów (po 2 na każdy mandat): PZPR, ZSL, SD, Stowarzyszenia „PAX”, UChS oraz PZKS. Wybór następował zwykłą większością głosów. | [ 111 ] [ 112 ] |

### Sejmy III Rzeczypospolitej
| Kadencja | Data zarządzenia | Data głosowania | Liczba mandatów obsadzanych w wyborach | Charakterystyka systemu wyborczego. Uwagi. | Wyniki          |
| -------- | ---------------- | --------------- | -------------------------------------- | --- | --------------- |
| I        | 3.07.1991        | 27.10.1991      | 460                                    | Na podstawie ustawy z dnia 28 czerwca 1991 r. Ordynacja wyborcza do Sejmu Rzeczypospolitej Polskiej. Wybory proporcjonalne: - 391 posłów wybieranych z list okręgowych w 37 okręgach wyborczych (7-17 mandatowych), z możliwością blokowania list. Głosowanie na kandydatów umieszczonych na listach. Brak ustawowego progu wyborczego. Mandaty rozdzielane w okręgach pomiędzy zgłoszone listy i bloki list (traktowane jak jedna lista) metodą Hare’a-Niemeyera. Podział mandatów uzyskanych przez blok pomiędzy zblokowane listy dokonywany tą samą metodą. Mandaty przydzielone danej liście, obsadzane kandydatami z tej listy w kolejności uzyskanej przez nich liczby głosów. - 69 posłów wybieranych z list ogólnopolskich, z możliwością blokowania tych list. Mandaty rozdzielane zmodyfikowaną metodą Sainte-Laguë, pomiędzy listy i bloki list które uzyskały mandaty w co najmniej 5 okręgach lub otrzymały co najmniej 5% ważnych głosów w skali kraju. Podział mandatów uzyskanych przez blok, pomiędzy zblokowane listy dokonywany tą samą metodą. Mandaty przydzielone danej liście ogólnopolskiej, obsadzane kandydatami z tej listy w kolejności umieszczenia ich na liście – z pominięciem kandydatów, którzy uzyskali mandaty z list okręgowych. | [ 118 ]         |
| II       | 2.06.1993        | 19.09.1993      | 460                                    | Na podstawie ustawy z dnia 28 maja 1993 r. Ordynacja wyborcza do Sejmu Rzeczypospolitej Polskiej. Wybory proporcjonalne: - 391 posłów wybieranych z list okręgowych w 52 okręgach wyborczych (3-17 mandatowych). Głosowanie na kandydatów umieszczonych na listach. Mandaty rozdzielane w okręgach metodą D’Hondta pomiędzy listy, które uzyskały co najmniej 5% ważnych głosów w skali kraju (8% w przypadku list zgłoszonych przez koalicje wyborcze). Mandaty przydzielone danej liście, obsadzane kandydatami z tej listy w kolejności uzyskanej przez nich liczby głosów. - 69 posłów wybieranych z list ogólnopolskich. Mandaty rozdzielane metodą D’Hondta pomiędzy listy, które uzyskały co najmniej 7% ważnych głosów w skali kraju. Mandaty przydzielone danej liście ogólnopolskiej, obsadzane kandydatami z tej listy w kolejności umieszczenia ich na liście – z pominięciem kandydatów, którzy uzyskali mandaty z list okręgowych. | [ 123 ]         |
| III      | 25.06.1997       | 21.09.1997      | 460                                    | Tak jak w wyborach 1993 roku. | [ 125 ]         |
| IV       | 25.06.2001       | 23.09.2001      | 460                                    | Na podstawie ustawy z 12 kwietnia 2001 r. Ordynacja wyborcza do Sejmu Rzeczypospolitej Polskiej i do Senatu Rzeczypospolitej Polskiej. Wybory proporcjonalne w 41 okręgach wyborczych (7-19 mandatowych). Głosowanie na kandydatów umieszczonych na listach. Mandaty rozdzielane w okręgach zmodyfikowaną metodą Sainte-Laguë pomiędzy listy zgłoszone przez komitety wyborcze i komitety wyborcze wyborców, które uzyskały co najmniej 5% ważnych głosów w skali kraju (8% w przypadku list zgłoszonych przez koalicyjne komitety wyborcze). Mandaty przydzielone danej liście, obsadzane kandydatami z tej listy w kolejności uzyskanej przez nich liczby głosów. | [ 129 ] [ 130 ] |
| V        | 23.05.2005       | 25.09.2005      | 460                                    | Mandaty rozdzielane w okręgach metodą D’Hondta. Poza tym, tak jak w wyborach 2001 roku. | [ 133 ] [ 134 ] |
| VI       | 7.09.2007        | 21.10.2007      | 460                                    | Tak jak w wyborach 2005 roku. | [ 137 ] [ 138 ] |
| VII      | 4.08.2011        | 9.10.2011       | 460                                    | Na podstawie ustawy z 5 stycznia 2011 r. - Kodeks wyborczy. Wybory proporcjonalne w 41 okręgach wyborczych (7-20 mandatowych). Głosowanie na kandydatów umieszczonych na listach. Mandaty rozdzielane w okręgach metodą D’Hondta pomiędzy listy zgłoszone przez komitety wyborcze partii politycznych i komitety wyborcze wyborców, które uzyskały co najmniej 5% ważnych głosów w skali kraju lub 8% w przypadku list zgłoszonych przez koalicyjne komitety wyborcze. Mandaty przydzielone danej liście okręgowej, są obsadzane kandydatami z tej listy, w kolejności uzyskanej przez nich liczby głosów. | [ 141 ] [ 142 ] |
| VIII     | 17.07.2015       | 25.10.2015      | 460                                    | Tak jak w wyborach 2011 roku. | [ 144 ] [ 145 ] |
| IX       | 6.08.2019        | 13.10.2019      | 460                                    | Tak jak w wyborach 2011 roku. | [ 147 ] [ 148 ] |
| X        | 8.08.2023        | 15.10.2023      | 460                                    | Tak jak w wyborach 2011 roku. | [ 151 ] [ 152 ] |

## Wybory do Senatu

### II Rzeczpospolita
| Kadencja | Data zarządzenia | Data głosowania                             | Liczba mandatów obsadzanych w wyborach | Charakterystyka systemu wyborczego. Uwagi. | Wyniki          |
| -------- | ---------------- | ------------------------------------------- | -------------------------------------- | --- | --------------- |
| I        | 18.08.1922       | 12.11.1922                                  | 111                                    | Na podstawie ustawy z dnia 28 lipca.1922 – Ordynacja wyborcza do Senatu. Wybory proporcjonalne: - 93 senatorów wybieranych w 17 okręgach wyborczych (3-9 mandatowych). Głosowanie na listy zamknięte. Brak ustawowego progu wyborczego. Mandaty rozdzielane w okręgach pomiędzy zgłoszone listy metodą D’Hondta i obsadzane kandydatami na podstawie kolejności umieszczenia ich nazwisk na danej liście okręgowej. - 18 senatorów wybieranych z list państwowych. Mandaty rozdzielane metodą D’Hondta, pomiędzy listy które uzyskały mandaty w co najmniej 3 okręgach. Mandaty były obsadzane kandydatami na podstawie kolejności umieszczenia ich nazwisk na danej liście państwowej. W przypadku wyboru tej samej osoby z więcej niż jednej listy okręgowej lub z listy okręgowej i listy państwowej – wybrany kandydat decydował, który mandat chce przyjąć. | [ 45 ]          |
| II       | 3.12.1927        | 11.03.1928                                  | 111                                    | Tak jak w wyborach 1922 roku. | [ 47 ]          |
| III      | 30.08.1930       | 23.11.1930                                  | 111                                    | Tak jak w wyborach 1922 roku. | [ 50 ]          |
| IV       | 15.07.1935       | 25.08.1935 1.09.1935 15.09.1935 23.09.1935  | 96                                     | Na podstawie ustawy z dnia 8 lipca 1935 r. – Ordynacja wyborcza do Senatu. - 32 senatorów powoływanych przez Prezydenta Rzeczypospolitej - 64 senatorów wybieranych w wyborach pośrednich, w 17 okręgach (2-6 mandatowych) - Wyborcy do Senatu na zebraniach obwodowych wybierali delegatów do wojewódzkich kolegów wyborczych (każde zebranie wybierało jednego delegata). Delegata wybierano, spośród kandydatów zgłoszonych przez uczestników zebrania, bezwzględną większością ważnie oddanych głosów. W razie gdy żaden z kandydatów nie uzyskał tej większości, głosowanie powtarzano. Gdy w drugim głosowaniu nie wybrano delegata, przeprowadzono trzecie głosowanie – w którym wybór następował zwykłą większością głosów spośród 3 kandydatów, którzy uzyskali najwięcej głosów w 2. głosowaniu. - Wojewódzkie kolegium wyborcze wybierało komisję, która ustalała listę kandydatów na senatorów. Liczba kandydatów na liście nie mogła przekraczać dwukrotności liczby senatorów wybieranych przez dane kolegium. Grupa co najmniej 20 delegatów, mogła zażądać dopisania do listy dodatkowego kandydata. Ostateczna lista kandydatów byłą poddawana pod głosowanie. Delegat mógł oddać głos na kandydatów, w liczbie nie przekraczającej ilości senatorów wybieranych przez dane kolegium. Wybranym zostawał kandydat, który otrzymał głosy bezwzględnej większości ważnie głosujących. Głos przeciwko wszystkim kandydatom, był nieważny. Gdyby w tym głosowaniu nie wybrano żadnego senatora lub mniejszą liczbę senatorów od przypadającej na dane województwo, przeprowadzano drugie głosowanie. Do tego głosowania dopuszczano kandydatów, w liczbie dwukrotnie większej od liczby pozostałych do obsadzenia mandatów. Delegat mógł oddać głos na kandydatów, w liczbie nie przekraczającej ilości pozostałych wakatów. Wybór następował zwykłą większością głosów. | [ 164 ] [ 165 ] |
| V        | 13.09.1938       | 23.10.1939 30.10.1939 13.11.1938 22.11.1938 | 96                                     | Tak jak w wyborach 1935 roku. | [ 166 ] [ 167 ] |

### III Rzeczpospolita[168]
| Kadencja | Data zarządzenia | Data głosowania      | Liczba mandatów obsadzanych w wyborach | Charakterystyka systemu wyborczego. Uwagi. | Wyniki          |
| -------- | ---------------- | -------------------- | -------------------------------------- | --- | --------------- |
| I        | 13.04.1989       | 4.06.1989 18.06.1989 | 100                                    | Na podstawie ustawy z dnia 7 kwietnia 1989 r. Ordynacja wyborcza do Senatu Polskiej Rzeczypospolitej Ludowej. Wybory większościowe w 49 okręgach wyborczych – województwach (2-3 mandatowych). Wyborcy mogli skreślać kandydatów. Głos polegający na skreśleniu wszystkich kandydatów był ważny – zaś głos pozostawiający nieskreśloną większą liczbę kandydatów od ilości mandatów obsadzanych w okręgu, był nieważny. Za wybranych uważano tych 2 kandydatów (w okręgu trójmandatowym – 3), którzy uzyskali najwięcej głosów, pod warunkiem uzyskania przez nich bezwzględnej większości ważnie oddanych głosów. W przypadku nieobsadzenia w okręgu wszystkich mandatów, w okręgu tym przeprowadzano ponowne głosowanie. Do ponownego głosowania dopuszczano, tych spośród niewybranych kandydatów – którzy uzyskali kolejno największą ilość głosów, w liczbie dwukrotnie większej od ilości nieobsadzonych mandatów. W ponownym głosowaniu, wybór następował zwykłą większością głosów. | [ 173 ] [ 174 ] |
| II       | 3.07.1991        | 27.10.1991           | 100                                    | Na podstawie ustawy z dnia 10 maja 1991 r. Ordynacja wyborcza do Senatu Rzeczypospolitej Polskiej. Wybory większościowe w 49 okręgach wyborczych – województwach (2-3 mandatowych). Wyborca mógł zaznaczać kandydatów umieszczonych na liście. Głos czysty lub oddany na większą liczbę kandydatów, niż ilość senatorów wybieranych w okręgu – był nieważny. Wybór następował zwykłą większością głosów (wybrani zostawali kandydaci, którzy uzyskali kolejno największą liczbę głosów). | [ 175 ]         |
| III      | 2.06.1993        | 19.09.1993           | 100                                    | Tak jak w wyborach 1991 roku. | [ 176 ]         |
| IV       | 25.06.1997       | 21.09.1997           | 100                                    | Tak jak w wyborach 1991 roku. | [ 177 ]         |
| V        | 25.06.2001       | 23.09.2001           | 100                                    | Na podstawie ustawy z dnia 12 kwietnia 2001 r. Ordynacja wyborcza do Sejmu Rzeczypospolitej Polskiej i do Senatu Rzeczypospolitej Polskiej. Wybory większościowe w 40 okręgach wyborczych (2-4 mandatowych). Wyborca mógł zaznaczać kandydatów umieszczonych na liście. Głos czysty lub oddany na większą liczbę kandydatów, niż ilość senatorów wybieranych w okręgu – był nieważny. Wybór następował zwykłą większością głosów (wybrani zostawali kandydaci, którzy uzyskali kolejno największą liczbę głosów). | [ 178 ] [ 130 ] |
| VI       | 23.05.2005       | 25.09.2005           | 100                                    | Tak jak w wyborach 2001 roku. | [ 179 ] [ 180 ] |
| VII      | 7.09.2007        | 21.10.2007           | 100                                    | Tak jak w wyborach 2001 roku. | [ 181 ] [ 182 ] |
| VIII     | 4.08.2011        | 9.10.2011            | 100                                    | Na podstawie ustawy z dnia 5 stycznia 2011 r. - Kodeks wyborczy. Wybory większościowe w 100 jednomandatowych okręgach wyborczych. Głos czysty lub oddany na więcej niż jednego kandydata, jest nieważny. Wybór następuje zwykłą większością głosów (wybrany zostaje kandydat, który otrzymał największą liczbę głosów). | [ 183 ] [ 184 ] |
| IX       | 3.08.2015        | 25.10.2015           | 100                                    | Tak jak w wyborach 2011 roku. | [ 185 ] [ 186 ] |
| X        | 6.08.2019        | 13.10.2019           | 100                                    | Tak jak w wyborach 2011 roku. | [ 187 ] [ 188 ] |
| XI       | 8.08.2023        | 15.10.2023           | 100                                    | Tak jak w wyborach 2011 roku. | [ 189 ] [ 190 ] |